# Anomis subfulvida
Anomis subfulvida là một loài bướm đêm trong họ Erebidae.